# Tatiana Dyková
Tatiana Dyková, născută Vilhelmová, (n. 13 iulie 1978, Praga, Cehoslovacia) este o actriță de film, televiziune, radio și scenă din Cehia. A debutat pe marele ecran în Vară indiană (Indiánské léto, 1995), regizat de Saša Gedeon⁠(d), pentru care a avut prima nominalizare la premiul Leul Ceh. Ea a fost nominalizată de mai multe ori la acest premiu, câștigând o dată pentru interpretarea sa din filmul lui Bohdan Sláma⁠(d) Ceva ce seamănă cu fericirea (Stestí, 2005). Ea a primit și alte premii internaționale, inclusiv un premiu al Festivalului de Film Cottbus, un premiu al Festivalului Internațional al Cinematografiei Independente de la Buenos Aires, un premiu Nimfa de Aur⁠(d) acordat de Monte-Carlo, un premiu al Festivalului⁠(d) Internațional de Film (Kinotavr) de la Soci și un premiu Shooting Stars⁠(d).

## Biografie

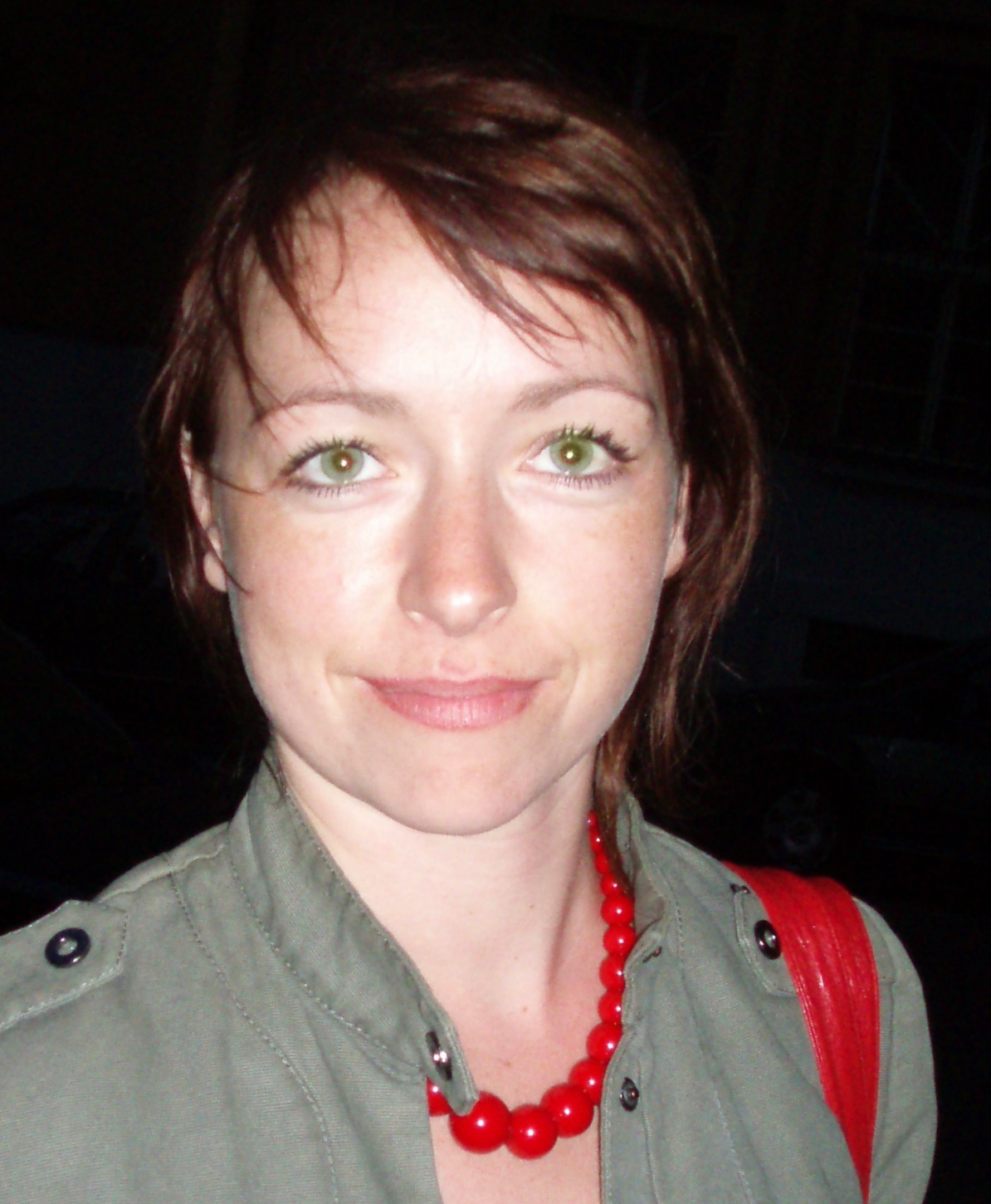
Tatiana Dyková

Tatiana Dyková are 160,02 cm înălțime. În copilărie, de la zece până la nouăsprezece ani, a luat lecții de balet și a fost membră a Corului de copii al lui Kühn (în cehă Kühnův dětský sbor). A părăsit Conservatorul din Praga la 16 ani înainte de a-și termina studiile, pentru a începe o carieră în actorie. Este membră a ansamblului Teatrului Dejvice, condus de orașul Praga. Ea a fost invitată la Teatrul Național și a lucrat și continuă să lucreze pe alte câteva scene, în mare parte camerale, ale cunoscutelor teatre din Praga.
Dyková are doi fii, František și Cyril, cu fostul ei soț Petr Čechák, și un alt fiu, Alois, cu cel de-al doilea soț, actorul Vojtěch Dyk⁠(d), care s-a născut cu cinci ani înainte de căsătoria dintre cei doi.
A câștigat cel de-al treilea sezon (2017) al competiției Fața ta are o voce familiară (Tvoje tvář má známý hlas⁠(d)).
Ea a dublat vocea Helenei Parr sau Elastigirl⁠(d) pentru versiunea în limba cehă a francizei Incredibilii⁠(d) și a lui Collette din filmul Ratatouille.
În teatru, a interpretat roluri ca Mașa Sergheevna Kulîghina în Trei surori (de Anton Cehov), Pamina în Flautul magic (de Wolfgang Amadeus Mozart) sau Irma în Un om fără trecut (de Aki Kaurismäki⁠(d)).

## Filmografie

### Filme de cinema
- 1998: Čas dluhů – Vendulka
- 1999: Návrat idiota – Olga
- 2000: Samotáři
- 2002: Děvčátko – Marie
- 2003: Můj otec a ostatní muži – Renata Soukupová
- 2004: Milenci a vrazi
- 2004: Duše jako kaviár
- 2005: Something Like Happiness⁠(d) (Štěstí)
- 2007: Medvídek, regizat de Jan Hřebejk
- 2007: Duše jako červený kaviár
- 2007: Vratné lahve
- 2015: Domácí péče⁠(d), regizat de Slávek Horák⁠(d)